# Симитли
Симитли (буг. Симитли) град је у Републици Бугарској, у југозападном делу земље. Град је седиште истоимене општине Симитли у оквиру Благоевградске области.

## Географија
Град Симитли се налази у југозападном делу Бугарске, близу државне границе са Северном Македонијом — 15 km западно од града. Од престонице Софије град је удаљен око 110 km јужно, а од најближег већег града и седишта области, Благоевграда, град је удаљен око 17 km јужно.
Област Симитлија налази се у средишњем делу реке Струма, у пре тзв. Креснанске клисуре. Западно од града издиже се Малешевска планина, а источно Пирин. Надморска висина града је око 320 m.
Клима у граду је континентална.

## Историја
Окружење Симитлија је насељено још у време Трачана. Касније тога овим простором владају Византија, средњовековна стари Рим, Бугарска, Османско царство.
Турци Османлије освајају подручје града 1395. године и владају дуже од 5 векова. Коначно је Симитли припојен новооснованој држави Бугарској 1912. г.. Насеље је проглашено за град 1969. године.

## Становништво
По проценама из 2007. године. Симитли је имао око 3.600 ст. Већина градског становништва су етнички Бугари. Остатак су махом Роми. Последњих 20-ак година град за разлику од већине места у земљи има пад становништва уз удаљености од главних токова развоја у држави.
Већинска вероисповест становништва је православна.

## Партнерски градови
- Делчево

## Галерија
- Градска православна црква
- Зграда градске поште
- Здање општине Симитли
- Главни градски трг
- Градски пазар